# Jimmy Daywalt
Jimmy Daywalt (28 de agosto de 1924 – 4 de abril de 1966) foi um automobilista norte-americano.
Daywalt esteve em catorze (oito) 500 Milhas de Indianápolis, (dez (seis) quando a prova fazia parte do calendário da Fórmula 1 de 1950 até 1960): 1949 (não se qualificou), 1951 (não se qualificou), 1952 (não se qualificou), 1953, 1954, 1955, 1956, 1957, 1958 (não se qualificou), 1959, 1960 (não se qualificou), 1961, 1962 e 1963 (não se qualificou). Seu melhor resultado nas 500 Milhas de Indianápolis foi o 6º lugar em 1953.